# 芹澤かなえ
芹澤 かなえ（せりざわ かなえ、1986年11月3日 - ）は、日本の元AV女優。
東京都出身。血液型:O型。身長:149cm。スリーサイズ:B82・W60・H88。

## 略歴・人物
2006年に「陽菜（はるな）」の名前でAVデビュー。
2008年より「芹澤かなえ」として活動していた。

## 出演作品

### アダルトビデオ
陽菜 名義
2006年
- 天使さまっ 5 HARUNAEL （8月18日、ゴーゴーズ）
- 制服援交 ひな&はるな （10月19日、V&Rプロダクツ）
- ふたなりレズ 5 （11月20日、イマージュ）
- S-Cute ex 03 （12月21日、S-Cute）
- S-Cute ex 05 （12月21日、S-Cute）

2007年
- はじめ!ハイランド 親友と一緒にどきどきプレッシャーHゲーム!!（2月13日、はじめ企画）
- S-Cute ex 07 （3月8日、S-Cute）

芹澤かなえ 名義
2008年
- ゲキシャ/010 （2月8日、ゴーゴーズ）
- ウリをはじめた制服少女 67 東神奈川初ウリ少女（2月22日、プレステージ）
- 東京交尾天国 act.17 （2月29日、無敵屋）
- MODEL CLUB CLASS A ver.13（3月19日、silvia）
- 美女エステ中出し完全盗撮 4 （4月12日、ラハイナ東海）オムニバス作品
- グラビア美少女のベロ性感回春エステ 2 （4月12日、ラハイナ東海）オムニバス作品
- 名古屋 お嬢様校 処女絶叫猥褻折檻 （5月3日、ラハイナ東海）オムニバス作品
- 夜勤のナースとヤレる病院 4 （5月8日、ディープス）
- 尻コキ 射精天国 PHASE.2（5月12日、実録出版）
- 親父と接吻しながらオナニーする女子校生（5月19日、アイリング）
- 着替中に背後から乳房を襲われる女 4（5月24日、ラハイナ東海）オムニバス作品
- べろ まんこ けつ穴 れずオナニー 2（5月26日、アイリング）
- 一度の射精では終わってくれない地獄責め エロくて可愛い卑猥な痴女エステティシャン （5月26日、アイリング）オムニバス作品
- H 素人初撮り かなえ20才 （5月30日、ゴリラプロジェクト）
- 「女子校通学バスに乗り込んで電動チ○ポを生やして失禁するほどイカせてヤる」 VOL.1 （6月5日、DANDY）
- 潮吹き女子校生10連発 21 （6月7日（レンタル）／7月11日（セル）、クリスタル映像）
- ダマしてハメた女子校生 大量顔射騙し撮り（6月7日、桃太郎映像出版）
- GAL校生 #04（6月12日、プレステージ）
- 露出番外地 M女調教グラフティー（6月12日、BUMPエンターテイメント）
- 実録 生中出し ギャルナンパ IN 池袋（6月13日、実録興業）
- ホロ酔いお姉さんと晩酌が出来る!SEXが出来る!!ビデオ （6月19日、SODクリエイト）
- 新・淫語と接吻フェラ手コキ（6月20日、映天）
- 覗撮 妄想SEXオナニー（6月20日、映天）
- 猥褻盗撮 女子校生ナマ中出し犯罪整体院（6月20日、映天）
- 少女限定 ロリータナンパ（6月27日、I.B.WORKS）オムニバス作品
- 素人援交生中出し 27（6月27日、プラム）
- 難民と化した家出娘を紹介してくれるネットカフェ（7月17日、Hunter）
- 女子校生制服騎乗 12（7月19日（レンタル）／8月22日（セル）、クリスタル映像）
- 痴女にいきなり裸にされてオナニー相互鑑賞させられるM男（7月27日、映天）
- 業界人御用達 連続アクメ卑猥エステ（7月27日、アフロフィルム）
- 痴女のいるメンズエステ 逆らえないキスフェラ手コキ責め（7月27日、映天）オムニバス作品
- ANGEL KANAE（8月1日、グラフィス）
- おはズボッ! 青空の下、パンツめくって一気にズブーッ! やめて～丸見えで恥ずかしいー!!（8月11日、アテナ映像）
- 私を面接してください File 01（8月12日、プレステージ）
- 中出し×素人×お姉さん AMATEUR EXTREME LADY（8月21日、h.m.p）※「あや」名義
- 夏季限定! 酔いどれ痴漢（8月21日、ナチュラルハイ）
- お姉ちゃんに教わったこと ふうかとかなえ（9月5日、ドリームチケット）
- ロリ相姦（9月13日、隼エージェンシー）
- 女装男いじめ （9月16日、アイリング）
- 女子刑務所 秘密のレズ号棟（9月18日、LADY×LADY）
- 「DANDY特別版 日本中を勃起させたあの美淑女/女子校生/エステティシャン/看護師は今!? もう一度逢ってヤられたい!」（9月18日、DANDY）オムニバス作品
- 臭っさいの好き激エロ淫語（9月19日、クロス）
- 脅迫された女たち（9月19日、ミスター・インパクト）
- ハーレム奴隷新人教師（9月20日、ジェイモデル）
- 秋の祭典!! SOD女子社員 おっぱいお尻丸出しの青空大運動会（10月9日、SODクリエイト）※「芹川佳奈」名義
- 逆ナンパ女子校生 2（10月11日、隼エージェンシー）
- フェラコレ2008秋SP（10月11日、隼エージェンシー）
- WIRED PUSSY 淫肉痙攣電気責め Vol.2（10月11日、ベイビーエンターテイメント）オムニバス作品
- オフィスレディーレズビアン、アクメ残業オフィスラブ。（10月19日、アンナと花子）
- 女監督ハルナの素人レズナンパ 30（10月20日、ピーターズ）
- ちゅぱれず （10月20日、アイリング）
- アヒル口しか愛せない。（10月23日、SODクリエイト）
- 制服女子校生 Collection 4時間 （10月24日、I.B.WORKS）
- アスリートの汗（10月25日、しのだプロジェクト）
- [フェラコレ★ナンパ編] 12人のフェラ好きギャル!（11月8日、隼エージェンシー）
- コスプレファイト 001（11月14日、アキバトル）
- マネキン陵辱 FUCKER ルーク（11月20日、SODクリエイト）
- これが噂の痙攣薬漬け水着モデル Disc.17 （11月20日、ナチュラルハイ）
- 密室エレベーター ちんちんパニック! 病院編 （11月20日、ROCKET）
- Wonder Perfume（11月21日、AVANTGARDE）
- 仕事帰りの素人OLとオナ見援交（11月22日、エッジ）※AVグランプリ2009 素人作品部門 エントリー作品
- コスプレファイト 002（11月28日、アキバトル）
- こだわりの手コキ4時間SP 10（12月13日、隼エージェンシー）
- 盗撮覗撮オナニー240（12月19日、映天）

2009年
- 完全女主導 （1月17日、ラハイナ東海）
- 患者との交際を禁じられているのに断れず院内SEXをする清楚な顔した看護師は間違ってアナルに挿入しそのまま中出しをしても声を出せず…（1月22日、ナチュラルハイ）
- アナルでオナニーする女子校生 12（1月24日、ラハイナ東海）オムニバス作品
- デカ尻JKのピストン騎乗位 2（1月25日、アロマ企画）
- 覗きに気付くも下品に見せ付ける女の挑発高速ピストンオナニー（1月31日、ラハイナ東海）
- お嬢様2人盗撮成功記念 秘密の男遊び大暴露（2月15日、スターパラダイス）
- 究極の妄想発明シリーズ第12弾 マネキン化スプレー（2月19日、ROCKET）
- 放送事故 流出厳禁女子アナ（秘）VTR（2月5日、SODクリエイト）
- 音速手淫（2月20日、アイリング）オムニバス作品
- 職場にナイショでAVに出たオンナたち 5（2月21日、h.m.p）オムニバス作品
- 素人美女 オール中出し カタログ 3 4時間 （2月21日、ビデオバンク）
- 舐められ [放課後] 倶楽部 （2月25日、アロマ企画）
- レズヒロイン （2月27日、GIGA）
- シロウト お嬢様撮り 04 ウェイトレス／かなえ （2月27日、コージィ）
- 一般人（女子大生）がSOD女子社員になる瞬間!!（3月5日、SODクリエイト）※「芹澤加奈」名義
- REAL DOOL #4 （3月12日、AVANTGARDE）
- THE HUNTER 東京素人ナンパ 原宿STREET編（3月13日、TMA）オムニバス作品
- ディルド★オナニー 02 （3月14日、AVANTGARDE）
- 大量の一発顔射 ザーメンメリーゴーランド （4月4日、アキノリ）
- ゲキ着!素人 かなえ（18）学生（4月4日、バグース）
- ジガドリ★オナニー 18 （4月11日、ラハイナ東海）
- エロ美少女に騎乗られちゃった僕。 （4月25日、アロマ企画）
- 突然、責め好き女の子に連続2回しゃぶられちゃった僕。 （5月13日、アロマ企画）
- コスプレ例大祭 （5月22日、TMA）